# 卡泰里尼夫卡 (庫皮揚斯克區)
50°0′12″N 37°29′3″E / 50.00333°N 37.48417°E

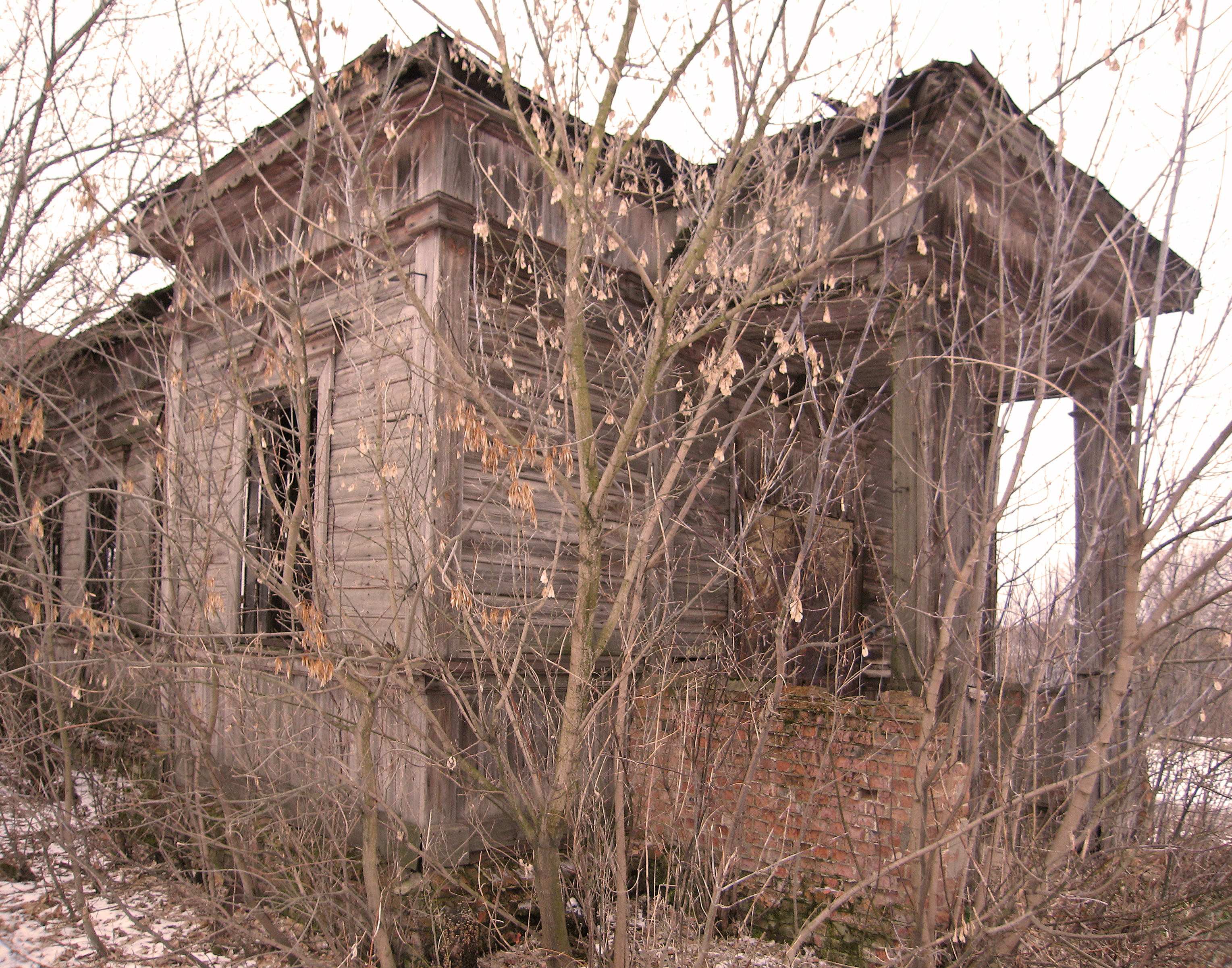
教堂

卡泰里尼夫卡（烏克蘭語：Катеринівка）是位於烏克蘭東部的村莊，由哈爾科夫州庫皮揚斯克區的大布尔卢克市镇負責管轄。該村處於下德沃里奇納河畔，始建於1838年，面積2.08平方公里，海拔高度134米，2001年人口866。